# Grecia en el Festival de la Canción de Eurovisión
Grecia ha participado en el Festival de la Canción de Eurovisión desde 1974, con la excepción de 1975, 1982, 1984, 1986, 1999 y 2000. En 2005, Grecia ganó después de 31 años, con Helena Paparizou y la canción «My number one». Antes de esto, el resultado más alto fue el 3.º que Antique (con Helena Paparizou) obtuvo en el 2001 con la canción «Die for you (I would)» y de nuevo en 2004 con Sákis Rouvás y la canción «Shake It». Su peor resultado fue un 16.º lugar en la Semifinal 2016 con el grupo Griego Argo y «Utopian Land»

## Historia
Grecia ha tenido bastante éxito en el Festival de Eurovisión después de la introducción de la ronda semifinal en el 2004. Han alcanzado los primeros diez lugares cada año desde entonces (tercero en el 2004, primero en 2005, noveno en 2006, séptimo en 2007, tercero en 2008, séptimo en 2009, octavo en 2010 y séptimo en 2011).
El Festival de la Canción de Eurovisión 2006 tuvo lugar en Atenas, gracias a la victoria de Elena Paparizou. Los anfitriones fueron Sákis Rouvás y María Menounos. La cantante que representó a Grecia fue Anna Vissi, quien quedó novena, que curiosamente es la posición más baja que ha obtenido Grecia en el Festival desde la implantación de la semifinal.
En 2008, Grecia eligió a Kalomira y el tema «Secret Combination» para participar en Belgrado. Debido a la eliminación de los pases a los 10 mejores de cada festival, Kalomira tuvo que pasar desde una semifinal que terminó ganando. En la final, fue tercera, por debajo de Rusia y Ucrania.
Apenas unos meses después de la finalización de Eurovisión 2008, Grecia anunció que el representante del país heleno en el festival del 2009 sería Sákis Rouvás, quien ya les había representado en 2004. Finalmente, obtuvo el séptimo lugar, no sin antes terminar cuarto en la semifinal.
En 2010, fue Giorgos Alkaios quien representó a Grecia en Oslo con el tema «OPA!» terminando segundo en la semifinal y quedando octavo en la final en el Telenor Arena.
En el Festival de Eurovisión 2011, Grecia estuvo representada por Loucas Yiorkas junto a Stereo Mike con la canción «Watch my dance». Grecia consiguió ganar la primera semifinal, con 133 puntos. En la final siguió la racha de los griegos quedando en séptima posición con 120 puntos.
Hoy en día, Grecia, junto con Suecia, son los únicos países en ganar dos veces una semifinal (Grecia en 2008 y 2011; Suecia en 2011 y 2012).
En la edición de 2012, celebrada en Bakú, por primera vez Grecia sale del TOP-10 y se posiciona en el puesto número 17º con 64 puntos, algo que no había sucedido en los últimos 8 años, rompiéndose la buena racha que tenía Grecia en una final de Eurovisión. El tema griego de ese año fue «Aphrodisiac», de Eleftheria Eleftheriou.
En 2013, se ha elegido en una gala organizada por MAD TV, por primera vez un canal privado griego ha organizado la final nacional. Fueron elegidos Koza Mostra y Agathonas Iakovidis con la canción «Alcohol is Free». En la semifinal quedó 2º con 121 puntos y en la final 6º con 152 puntos.
En 2014, se repitió la gala organizada por MAD TV, al igual que en 2013. Se alzaron ganadores Freaky Fortune y Riskykidd con la canción «Rise up». En la semifinal quedaron en 7° con 74 puntos y en la final quedaron en 20° con 35 puntos celebrada en Copenhague (Dinamarca).
En 2015, la cantante Maria Elena Kyriakou ganaría la preselección nacional con «One Last Breath» y sería enviada a Viena donde sería 6° en la semifinal y luego lograría la casilla 19° en la final con 23 puntos.
En 2016, Grecia se quedó fuera de la final por primera vez luego de que el grupo Argo con «Utopian Land» terminara en el lugar 16º de su semifinal.
En 18 ocasiones, Grecia ha quedado en el TOP-10 en una gran final.

### Relación con Chipre y Turquía
Grecia es conocida por, y especialmente en años recientes, dar sus 12 puntos a Chipre; debido, en parte, a que la parte que se presenta por Chipre es la reconocida por la Unión Europea, el sur tradicionalmente griego.
A pesar del debate respecto a Chipre, y la tensión entre Grecia y Turquía (además de tradicionales rivalidades entre ambos) Grecia disfruta actualmente de una relación amistosa con Turquía en Eurovisión desde la introducción del voto telefónico. A pesar de ello, en 2004, cuando el festival tuvo lugar en Turquía, se generó controversia cuando los anfitriones, supuestamente, retrasaron el anuncio de que Grecia y Chipre habían pasado a la final.

## Participaciones
Leyenda
     Ganador
     Segundo puesto
     Tercer puesto
     Cuarto o quinto puesto (Top 5)
     Último puesto
| Año                            | Sede       | Artista                             | Canción                                                                   | Final              | Pts.               | Semifinal                   | Pts.                        |
| ------------------------------ | ---------- | ----------------------------------- | ------------------------------------------------------------------------- | ------------------ | ------------------ | --------------------------- | --------------------------- |
| 1974                           | Brighton   | Marinella                           | «Krasi, thalassa ke t' agori mou» (Κρασί, θάλασσα και τ' αγόρι μου)       | 11                 | 7                  | No hubo semifinales         | No hubo semifinales         |
| No participó en 1975           |            |                                     |                                                                           |                    |                    |                             |                             |
| 1976                           | La Haya    | Mariza Koch                         | «Panayia Mou, Panayia Mou» (Παναγιά μου, Παναγιά μου)                     | 13                 | 20                 | No hubo semifinales         | No hubo semifinales         |
| 1977                           | Londres    | Paschalis, Marianna, Robert y Bessy | «Mathima solfege» (Μάθημα σολφέζ)                                         | 5                  | 92                 | No hubo semifinales         | No hubo semifinales         |
| 1978                           | París      | Tania Tsanaklidou                   | «Charlie Chaplin» (Τσάρλυ Τσάπλιν)                                        | 8                  | 66                 | No hubo semifinales         | No hubo semifinales         |
| 1979                           | Jerusalén  | Elpida                              | «Sokratis» (Σωκράτης)                                                     | 8                  | 69                 | No hubo semifinales         | No hubo semifinales         |
| 1980                           | La Haya    | Anna Vissi y The Epikouri           | «Autostop» (Ωτοστόπ)                                                      | 13                 | 30                 | No hubo semifinales         | No hubo semifinales         |
| 1981                           | Dublín     | Yiannis Dimitras                    | «Feggari kalokerino» (Φεγγάρι καλοκαιρινό)                                | 8                  | 55                 | No hubo semifinales         | No hubo semifinales         |
| 1982                           | Harrogate  | Themis Adamantidis                  | «Sarantapente Kopelies» (Σαρανταπέντε Κοπελιές)                           | Retirado           | Retirado           | Retirado                    | Retirado                    |
| 1983                           | Múnich     | Kristie Stassinopoulou              | «Mou les» (Μου λες)                                                       | 14                 | 32                 | No hubo semifinales         | No hubo semifinales         |
| No participó en 1984           |            |                                     |                                                                           |                    |                    |                             |                             |
| 1985                           | Gotemburgo | Takis Biniaris                      | «Miazoume» (Μοιάζουμε)                                                    | 16                 | 15                 | No hubo semifinales         | No hubo semifinales         |
| 1986                           | Bergen     | Polina Misailidou                   | «Wagon-lit» (Βαγκόν λι)                                                   | Retirado           | Retirado           | Retirado                    | Retirado                    |
| 1987                           | Bruselas   | Bang                                | «Stop» (Στοπ)                                                             | 10                 | 64                 | No hubo semifinales         | No hubo semifinales         |
| 1988                           | Dublín     | Afroditi Frida                      | «Clown» (Κλόουν)                                                          | 17                 | 10                 | No hubo semifinales         | No hubo semifinales         |
| 1989                           | Lausanne   | Mariana Efstratiou                  | «To diko sou asteri» (Το δικό σου αστέρι)                                 | 9                  | 56                 | No hubo semifinales         | No hubo semifinales         |
| 1990                           | Zagreb     | Christos Callow y Wave              | «Horis skopo» (Χωρίς σκοπό)                                               | 19                 | 11                 | No hubo semifinales         | No hubo semifinales         |
| 1991                           | Roma       | Sophia Vossou                       | «I anixi» (Η άνοιξη)                                                      | 13                 | 36                 | No hubo semifinales         | No hubo semifinales         |
| 1992                           | Malmö      | Kleopatra                           | «Olou tou kosmou i elpida» (Όλου του κόσμου η ελπίδα)                     | 5                  | 94                 | No hubo semifinales         | No hubo semifinales         |
| 1993                           | Millstreet | Kaíti Garbí                         | «Ellada, chora tou fotos» (Ελλάδα, χώρα του φωτός)                        | 9                  | 64                 | Kvalifikacija za Millstreet | Kvalifikacija za Millstreet |
| 1994                           | Dublín     | Kostas Bigalis                      | «To trehandiri» (Το τρεχαντήρι)                                           | 14                 | 44                 | No hubo semifinales         | No hubo semifinales         |
| 1995                           | Dublín     | Elina Konstantopoulou               | «Pia prosefhi» (Ποια προσευχή)                                            | 12                 | 68                 | No hubo semifinales         | No hubo semifinales         |
| 1996                           | Oslo       | Mariana Efstratiou                  | «Emeis forame to himona anixiatika» (Εμείς φοράμε το χειμώνα ανοιξιάτικα) | 14                 | 36                 | 12                          | 45                          |
| 1997                           | Dublín     | Marianna Zorba                      | «Horepse» (Χόρεψε)                                                        | 13                 | 39                 | No hubo semifinales         | No hubo semifinales         |
| 1998                           | Birmingham | Thalassa                            | «Mia krifi evesthisia» (Μια κρυφή ευαισθησία)                             | 20                 | 12                 | No hubo semifinales         | No hubo semifinales         |
| No participó entre 1999 y 2000 |            |                                     |                                                                           |                    |                    |                             |                             |
| 2001                           | Copenhague | Antique                             | «Die for you»                                                             | 3                  | 147                | No hubo semifinales         | No hubo semifinales         |
| 2002                           | Tallin     | Michalis Rakintzis                  | «S.A.G.A.P.O.»                                                            | 17                 | 27                 | No hubo semifinales         | No hubo semifinales         |
| 2003                           | Riga       | Mando                               | «Never let you go»                                                        | 17                 | 25                 | No hubo semifinales         | No hubo semifinales         |
| 2004                           | Estambul   | Sakis Rouvas                        | «Shake it»                                                                | 3                  | 252                | 3                           | 238                         |
| 2005                           | Kiev       | Helena Paparizou                    | «My number one»                                                           | 1                  | 230                | Top 12 del año anterior     | Top 12 del año anterior     |
| 2006                           | Atenas     | Anna Vissi                          | «Everything»                                                              | 9                  | 128                | País anfitrión              | País anfitrión              |
| 2007                           | Helsinki   | Sarbel                              | «Yassou Maria» (Γεια σου Μαρία)                                           | 7                  | 139                | Top 10 del año anterior     | Top 10 del año anterior     |
| 2008                           | Belgrado   | Kalomira                            | «Secret combination»                                                      | 3                  | 218                | 1                           | 156                         |
| 2009                           | Moscú      | Sakis Rouvas                        | «This is our night»                                                       | 7                  | 120                | 4                           | 110                         |
| 2010                           | Oslo       | Giorgos Alkaios & Friends           | «OPA!» (ΩΠΑ!)                                                             | 8                  | 140                | 2                           | 133                         |
| 2011                           | Düsseldorf | Loukas Giorkas y Stereo Mike        | «Watch my dance»                                                          | 7                  | 120                | 1                           | 133                         |
| 2012                           | Bakú       | Eleftheria Eleftheriou              | «Aphrodisiac»                                                             | 17                 | 64                 | 4                           | 116                         |
| 2013                           | Malmö      | Koza Mostra y Agathon Iakovidis     | «Alcohol is free»                                                         | 6                  | 152                | 2                           | 121                         |
| 2014                           | Copenhague | Freaky Fortune y RiskyKidd          | «Rise up»                                                                 | 20                 | 35                 | 7                           | 74                          |
| 2015                           | Viena      | Maria Elena Kyriakou                | «One last breath»                                                         | 19                 | 23                 | 6                           | 81                          |
| 2016                           | Estocolmo  | Argo                                | «Utopian land»                                                            | No se clasificó    | No se clasificó    | 16                          | 44                          |
| 2017                           | Kiev       | Demy                                | «This is love»                                                            | 19                 | 77                 | 10                          | 115                         |
| 2018                           | Lisboa     | Gianna Terzi                        | «Oniro mou» (Όνειρό μου)                                                  | No se clasificó    | No se clasificó    | 14                          | 81                          |
| 2019                           | Tel Aviv   | Katerine Duska                      | «Better love»                                                             | 21                 | 74                 | 5                           | 185                         |
| 2020                           | Róterdam   | Stefania                            | «Superg!rl»                                                               | Festival cancelado | Festival cancelado | Festival cancelado          | Festival cancelado          |
| 2021                           | Róterdam   | Stefania                            | «Last dance»                                                              | 10                 | 170                | 6                           | 184                         |
| 2022                           | Turín      | Amanda Georgiadi Tenfjord           | «Die together»                                                            | 8                  | 215                | 3                           | 211                         |
| 2023                           | Liverpool  | Victor Vernicos                     | «What They Say»                                                           | No se clasificó    | No se clasificó    | 13                          | 14                          |
| 2024                           | Malmö      | Marina Satti                        | «Zari» (Ζάρι)                                                             | 11                 | 126                | 5                           | 86                          |
| 2025                           | Basilea    | Klavdia                             | «Asteromata» (Αστερομάτα)                                                 | 6                  | 231                | 4                           | 112                         |
| 2026                           | Austria    | TBC                                 | TBC                                                                       | TBC                | TBC                | TBC                         | TBC                         |

## Festivales organizados en Grecia
| Edición                                   | Ciudad sede | Localización        | Presentandores                |
| ----------------------------------------- | ----------- | ------------------- | ----------------------------- |
| Festival de la Canción de Eurovisión 2006 | Atenas      | Olympic Indoor Hall | Maria Menounos y Sákis Rouvás |

## Congratulations: 50 Years of the Eurovision Song Contest
| Artista          | Canción         | 2.ª ronda | Puntos | 1.ª ronda | Puntos | Año  | Posición | Puntos |
| ---------------- | --------------- | --------- | ------ | --------- | ------ | ---- | -------- | ------ |
| Helena Paparizou | "My Number One" | 4         | 245    | 4         | 167    | 2005 | 1        | 230    |

## Votación de Grecia
Hasta 2025, la votación de Grecia ha sido:
| Más puntos otorgados solo en la gran final | Más puntos otorgados solo en la gran final | Más puntos otorgados solo en la gran final |
| Pos.                                       | País                                       | Puntos                                     |
| ------------------------------------------ | ------------------------------------------ | ------------------------------------------ |
| 1                                          | Chipre                                     | 369                                        |
| 2                                          | Francia                                    | 197                                        |
| 3                                          | España                                     | 158                                        |
| 4                                          | Italia                                     | 155                                        |
| 5                                          | Albania                                    | 116                                        |

| Más puntos otorgados en semifinales y final | Más puntos otorgados en semifinales y final | Más puntos otorgados en semifinales y final |
| Pos.                                        | País                                        | Puntos                                      |
| ------------------------------------------- | ------------------------------------------- | ------------------------------------------- |
| 1                                           | Chipre                                      | 522                                         |
| 2                                           | Albania                                     | 289                                         |
| 3                                           | Armenia                                     | 206                                         |
| 4                                           | Francia                                     | 197                                         |
| 5                                           | Rusia                                       | 174                                         |

| Más puntos recibidos solo en la final | Más puntos recibidos solo en la final | Más puntos recibidos solo en la final |
| Pos.                                  | País                                  | Puntos                                |
| ------------------------------------- | ------------------------------------- | ------------------------------------- |
| 1                                     | Chipre                                | 437                                   |
| 2                                     | Albania                               | 184                                   |
| 3                                     | España                                | 132                                   |
| 4                                     | Reino Unido                           | 128                                   |
| 5                                     | Francia                               | 126                                   |

| Más puntos recibidos en semifinales y final | Más puntos recibidos en semifinales y final | Más puntos recibidos en semifinales y final |
| Pos.                                        | País                                        | Puntos                                      |
| ------------------------------------------- | ------------------------------------------- | ------------------------------------------- |
| 1                                           | Chipre                                      | 568                                         |
| 2                                           | Albania                                     | 331                                         |
| 3                                           | Armenia                                     | 217                                         |
| 4                                           | España                                      | 210                                         |
| 5                                           | Francia                                     | 183                                         |

## 12 puntos
- Grecia ha dado 12 puntos a:

### Final (1976 - 2003)
| Año                  | País                 | Año                  | País                 | Año  | País    | Año                            | País                           |
| -------------------- | -------------------- | -------------------- | -------------------- | ---- | ------- | ------------------------------ | ------------------------------ |
| No participó en 1975 | No participó en 1975 | No participó en 1982 | No participó en 1982 | 1989 | Austria | 1996                           | Chipre                         |
| 1976                 | Reino Unido          | 1983                 | Luxemburgo           | 1990 | Suiza   | 1997                           | Chipre                         |
| 1977                 | Mónaco               | No participó en 1984 | No participó en 1984 | 1991 | Chipre  | 1998                           | Chipre                         |
| 1978                 | Bélgica              | 1985                 | Francia              | 1992 | Irlanda | No participó entre 1999 y 2000 | No participó entre 1999 y 2000 |
| 1979                 | Dinamarca            | No participó en 1986 | No participó en 1986 | 1993 | Noruega | 2001                           | Estonia                        |
| 1980                 | Irlanda              | 1987                 | Chipre               | 1994 | Chipre  | 2002                           | Chipre                         |
| 1981                 | Chipre               | 1988                 | Países Bajos         | 1995 | Noruega | 2003                           | Chipre                         |

| Año  | País    | Año  | País       |
| ---- | ------- | ---- | ---------- |
| 2004 | Chipre  | 2010 | Albania    |
| 2005 | Rumanía | 2011 | Albania    |
| 2006 | Chipre  | 2012 | Chipre     |
| 2007 | Chipre  | 2013 | Azerbaiyán |
| 2008 | Armenia | 2014 | Austria    |
| 2009 | Chipre  | 2015 | Rusia      |

| Año  | Jurado     | Televoto     | Conjunto     |
| ---- | ---------- | ------------ | ------------ |
| 2016 | Rusia      | Chipre       | Rusia        |
| 2017 | Armenia    | Chipre       | Armenia      |
| 2018 | Azerbaiyán | Chipre       | Chipre       |
| 2019 | Chipre     | Chipre       | Chipre       |
| 2021 | Moldavia   | Moldavia     | Moldavia     |
| 2022 | Albania    | Albania      | Albania      |
| 2023 | Sin jurado | Chipre       | Chipre       |
| 2024 | Sin jurado | Países Bajos | Países Bajos |
| 2025 | Sin jurado | Israel       | Israel       |

| Año  | País        | Año  | País       |
| ---- | ----------- | ---- | ---------- |
| 2004 | Chipre      | 2010 | Chipre     |
| 2005 | Chipre      | 2011 | Francia    |
| 2006 | Finlandia   | 2012 | Chipre     |
| 2007 | Bulgaria    | 2013 | Azerbaiyán |
| 2008 | Armenia     | 2014 | Austria    |
| 2009 | Reino Unido | 2015 | Italia     |

| Año  | Jurado     | Televoto | Conjunto |
| ---- | ---------- | -------- | -------- |
| 2016 | Rusia      | Chipre   | Rusia    |
| 2017 | Chipre     | Chipre   | Chipre   |
| 2018 | Chipre     | Chipre   | Chipre   |
| 2019 | Chipre     | Chipre   | Chipre   |
| 2021 | Chipre     | Chipre   | Chipre   |
| 2022 | Azerbaiyán | España   | España   |
| 2023 | Bélgica    | Chipre   | Israel   |
| 2024 | Suiza      | Chipre   | Chipre   |
| 2025 | Francia    | Albania  | Austria  |

## Galería de imágenes
|                               |
| Mariza Koch en La Haya (1976) |

|                                         |
| Anna Vissi & Epikouri en La Haya (1980) |

|                                 |
| Sákis Rouvás en Estambul (2004) |

|                           |
| Sarbel en Helsinki (2007) |

|                              |
| Kalomoira en Belgrado (2008) |

|                              |
| Sakis Rouvas en Moscú (2009) |

|                                          |
| Giorgos Alkaios & Friends en Oslo (2010) |

|                                                     |
| Koza Mostra ft. Agathonas Iakovidis en Malmö (2013) |

|                                                 |
| Freaky Fortune y Riskykidd en Copenhague (2014) |

|                                      |
| Maria Elena Kyriakou en Viena (2015) |

|                          |
| Argo en Estocolmo (2016) |

|                     |
| Demy en Kiev (2017) |

|                               |
| Gianna Terzi en Lisboa (2018) |

|                                   |
| Katerine Duska en Tel Aviv (2019) |

|                              |
| Stefania en Rotterdam (2021) |

|                                 |
| Amanda Tenfjord en Turín (2022) |

|                                     |
| Victor Vernicos en Liverpool (2023) |

|                              |
| Marina Satti en Malmö (2024) |